# Classe Bertioga
A Classe Bertioga foi uma classe de contratorpedeiros de escolta da Marinha do Brasil.

## História
A Classe Cannon (Cannon-class destroyer escort) agrupava contratorpedeiros de escolta construídos para a Marinha dos Estados Unidos no ano de 1943 para o esforço da Segunda Guerra Mundial. Em 1945, os navios foram descomissionadas e seis deles foram transferidas para a Marinha do Brasil, aonde foram reclassificados como Classe Bertioga. Posteriormente sofreram uma nova reclassificação como Aviso Oceânico, tendo todo seu armamento removido. Todos os navios foram descomissionados a partir dos anos 1960, e em seguida sucateados. Somente o CTE Bauru (D-18) foi transformado em navio-museu no Rio de Janeiro.

## Lista de Navios
| Número de amura | Nome      | Estaleiro                                | Batimento de quilha   | Lançamento            | Comissionamento | Baixa | Nome na US Navy          |
| --------------- | --------- | ---------------------------------------- | --------------------- | --------------------- | --------------- | ----- | ------------------------ |
| D 16            | Babitonga | Dravo Corporation                        | 2 de janeiro de 1943  | 8 de julho de 1943    | 1945            | 1964  | USS Alger (DE-101)       |
| D 17            | Baependi  | Dravo Corporation                        | -                     | 25 de maio de 1943    | 1945            | 1973  | USS Cannon (DE-99)       |
| D 18            | Bauru     | Federal Shipbuilding and Drydock Company | 17 de maio de 1943    | 5 de setembro de 1943 | 1945            | 1981  | USS Reybold (DE-177)     |
| D 19            | Beberibe  | Federal Shipbuilding and Drydock Company | 17 de maio de 1943    | 5 de setembro de 1943 | 1945            | 1968  | USS Herzog (DE-178)      |
| D 20            | Benevente | Dravo Corporation                        | 7 de dezembro de 1942 | 19 de junho de 1943   | 1945            | 1964  | USS Christopher (DE-100) |
| D 21            | Bertioga  | Federal Shipbuilding and Drydock Company | 26 de abril de 1943   | 8 de agosto de 1943   | 1945            | 1964  | USS Pennewill (DE-175)   |
| D 22            | Bocaina   | Federal Shipbuilding and Drydock Company | 26 de abril de 1943   | 8 de agosto de 1943   | 1945            | 1975  | USS Marts (DE-174)       |
| D 23            | Bracuí    | Federal Shipbuilding and Drydock Company | 3 de maio de 1943     | 22 de agosto de 1943  | 1945            | 1972  | USS McAnn (DE-179)       |